# Biduanda pagiensis
Biduanda pagiensis är en fjärilsart som beskrevs av Riley 1945. Biduanda pagiensis ingår i släktet Biduanda och familjen juvelvingar. Inga underarter finns listade i Catalogue of Life.